# Myrmarachne eumenes
Myrmarachne eumenes este o specie de păianjeni din genul Myrmarachne, familia Salticidae. A fost descrisă pentru prima dată de Simon, 1900. Conform Catalogue of Life specia Myrmarachne eumenes nu are subspecii cunoscute.